# Henning Venske

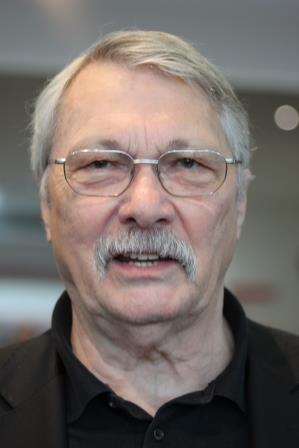
Henning Venske (2014)

Henning Venske (* 3. April 1939 in Stettin) ist ein deutscher Schauspieler, Kabarettist, Moderator, Regisseur und Schriftsteller. Er gilt als einer der herausragenden Protagonisten des politischen Kabaretts in Deutschland, zudem als wortgewandter, präziser und streitbarer, teils radikaler Satiriker.

## Leben

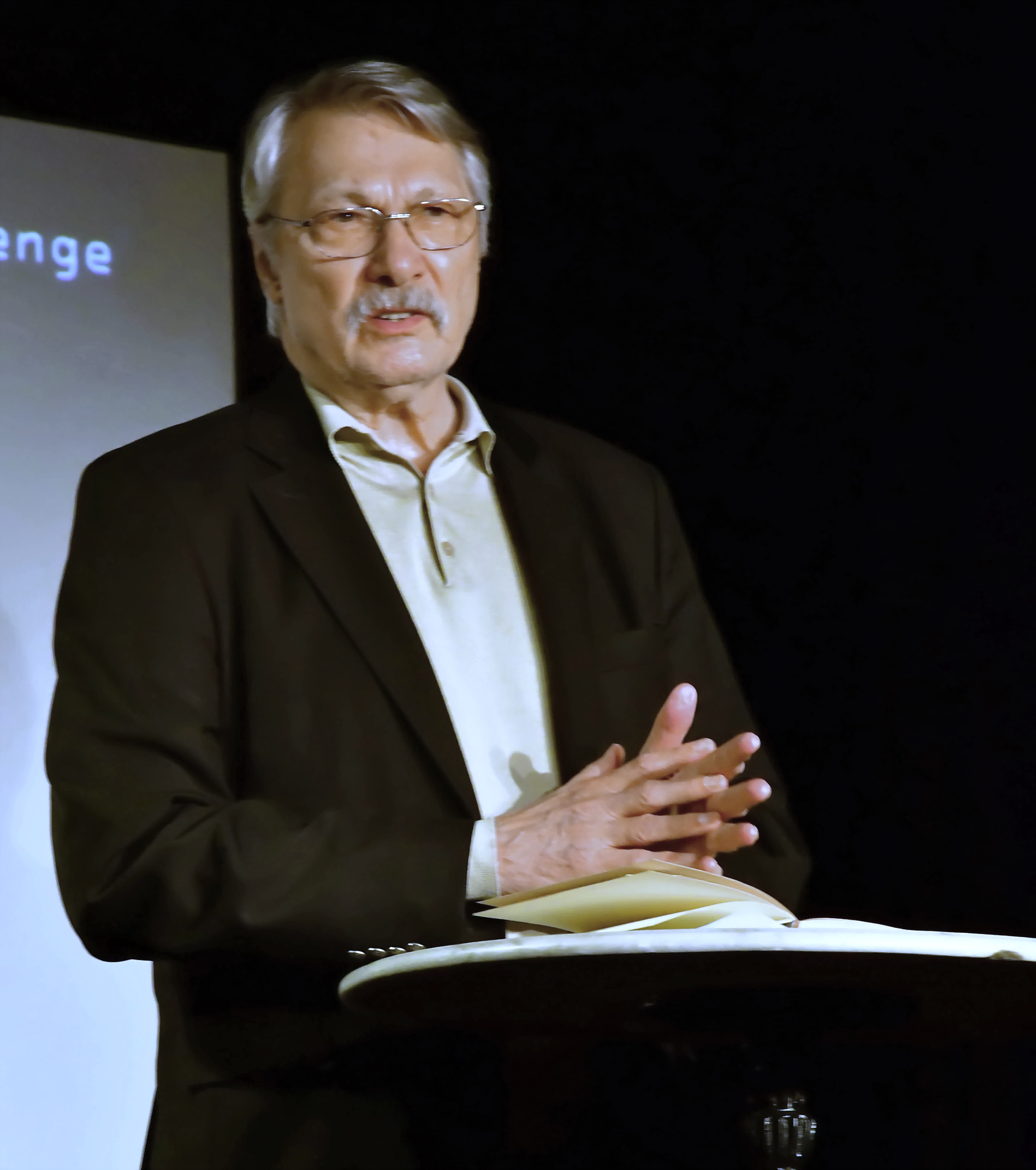
Henning Venske in der Münchner Lach- und Schießgesellschaft, 2017

Henning Venske entstammt einer pommerschen Familie und wuchs nach der Flucht zu Kriegsende in Minden in Ostwestfalen auf. Die Schriftstellerin und Literaturwissenschaftlerin Regula Venske ist seine Schwester. Nach dem Abitur 1958 studierte er Germanistik und Geschichte. Ein Studium der Theaterwissenschaft brach er zugunsten einer Schauspielerausbildung an der Max-Reinhardt-Schule Berlin und bei Käthe Braun ab; sein erstes Bühnenengagement hatte er 1961 am Theater am Kurfürstendamm. 1963 war Venske in der ARD-Vorabendserie Hafenpolizei erstmals im TV zu sehen.
Es folgten bis 1967 weitere Engagements als Schauspieler und Regieassistent in Berlin mit Regisseuren wie Fritz Kortner, Boleslaw Barlog, Hans Lietzau und Samuel Beckett. Am Thalia-Theater in Hamburg arbeitete er 1967/68 mit Regisseuren wie Hans Deppe, Peter Mosbacher und Ullrich Haupt.
In den 1970er Jahren begann Venske seine Tätigkeit als freiberuflicher Schauspieler, Regisseur, Moderator und Autor beim Fernsehen und im Hörfunk, u. a. beim NDR. Wegen inhaltlicher Differenzen und seiner als kritisch, scharfzüngig und unbequem empfundenen Aussagen wurde er zu dieser Zeit von einer ganzen Reihe öffentlich rechtlicher Rundfunkanstalten mit einem Haus- und Sendeverbot belegt (u. a. vom HR) und musste deshalb teils juristische Auseinandersetzungen führen. Er galt als „Deutschlands meistgefeuerter Satiriker“.
Von 1971 bis 1974 moderierte er die Fernsehsendung Musik aus Studio B. Auch die Mitwirkung in der deutschen Rahmenhandlung der Sesamstraße (1978–1980) und Rollen im Tatort machten ihn einem größeren Publikum bekannt. Auf der Bühne ging er in dieser Zeit u. a. mit der Hörspielreihe Papa, Charly hat gesagt… auf Tournee. 1976 übernahm er in der Tatortfolge Augenzeuge, die in Heidelberg spielt, die Rolle eines dubiosen Geschäftsmannes. Im gleichen Zeitraum veröffentlichte Venske mehrere Kinderbücher und -schallplatten, wovon Als die Autos rückwärts fuhren mit dem deutschen Schallplattenpreis ausgezeichnet wurde.
Zu Beginn der 1980er Jahre schrieb Venske deutsche Liedtexte für die niederländische Rockgruppe Bots (LP Aufstehn, 1980) und war Chefredakteur der Satirezeitschrift Pardon bis zu ihrer Einstellung 1982. Er veröffentlichte unter dem Pseudonym Arne Piewitz 1983 ein illustriertes Erwiderungsbuch mit dem Titel Ich war der Märchenprinz als fiktive Antwort auf Svende Merians Buch Der Tod des Märchenprinzen. Mit dem Stern-Redakteur Günter Handlögten zusammen schrieb er vier Bücher über Wirtschaftskriminalität. Auf das Angebot Sammy Drechsels hin wurde er 1985 Ensemblemitglied, Autor und Regisseur der Münchner Lach- und Schießgesellschaft und war dort bis 1993 tätig.
Viele Jahre arbeitete Venske regelmäßig als Sprecher und Moderator. Zudem gab er im Hamburger Kabarett Alma Hoppes Lustspielhaus regelmäßige Monats- und Jahresrückblicke zum Besten (Venskes Monats-/Jahresschauer). Seit September 2009 tourte er darüber hinaus mit Jochen Busse und dem Programm Inventur durch den deutschsprachigen Raum.
Am 29. März 2009 bekam Venske im Rahmen der 15-Jahre-Gala des Alma Hoppe-Lustspielhauses in Hamburg von Kultursenatorin Karin von Welck die Biermann-Ratjen-Medaille des Senats der Freien und Hansestadt Hamburg verliehen. Im Jahre 2010 erhielt er zusammen mit seinem Partner Jochen Busse den Ehrenpreis zum Deutschen Kleinkunstpreis. 2012 folgte ebenfalls gemeinsam mit Jochen Busse der Ehrenpreis des Bayerischen Kabarettpreises; Laudator war dabei Dieter Hildebrandt. Nach dem Zwei-Personen-Stück Gegensätze (mit Partner Kai Magnus Sting) folgten die Solo-Programme Es war mir ein Vergnügen (2014) und SATIRE – gemein aber nicht unhöflich (2016). 2018 ging Henning Venske, am Akkordeon begleitet von Frank Grischek, mit Summa Summarum auf Abschlusstournee und verabschiedete sich am 25. November in Hamburg vom Publikum.
Henning Venske lebt mit seiner Frau Hilde in Hamburg. Sein Sohn Nicolaus starb 2006 45-jährig an einer Krebserkrankung, dessen Zwillingsschwester Louise 2009 im Alter von 47 Jahren. Venske hat noch eine weitere Tochter und zwei Enkelinnen.

## Werke (Auswahl)

### Bücher
- 1972 Gestammelte Werke, Illustrationen von Henning Venske, Johannes Asmus Verlag, Hamburg.
- 1974 Posa und Damen, Illustrationen von Ulf Krüger, Johannes Asmus Verlag, Hamburg.
- 1976 Als die Autos rückwärts fuhren, Illustrationen von Karlheinz Groß, Spectrum-Verlag, Stuttgart, ISBN 3-7976-1262-1.
- 1978 Hein Hoop; Henning Venske – Grimmige Märchen: In Hoch- und Plattdeutsch, erweiterte 2. Aufl. 1981, Davids-Drucke, Celle, ISBN 3-921860-10-5.
- 1978 Ist Ludwig Puhlnase ein garstiges Ungeheuer?, Illustrationen von Karlheinz Groß, Spectrum-Verlag, Stuttgart, ISBN 3-7976-1312-1.
- 1980 Das versendet sich oder Gesammelte Fettnäpfe. Ein deutsches Medienschicksal, Satire Verlag; Rowohlt Tb 1982, ISBN 3-499-14924-9.
- 1982 Mäxchen oder wie ein Max entsteht, mit Ernst Kahl, Spectrum-Verlag, Stuttgart, ISBN 3-7976-1384-9.
- 1983 Herr Kalaschnikoff rattert den Sonntag ein., Buntbuch-Verlag, Hamburg, ISBN 3-88653-046-9.
- 1983 Ich war der Märchenprinz (Pseudonym: Arne Piewitz), Buntbuch-Verlag, Hamburg, ISBN 3-88653-059-0.
- 1983 Pupsi und der Tortenmord. Das endgültige Mädchenbuch für Jungen, Illustrationen von Burkhard Fritsche, Spectrum-Verlag, Stuttgart, ISBN 3-7976-1393-8.
- 1983 Dreckiger Sumpf. Konzerne, Kommunen, Korruptionen (mit Günter Handlögten), Kabel-Verlag, Hamburg, ISBN 3-921909-02-3.
- 1983 Gestammelte Werke oder Posa und Damen, Heyne Tb-Ausgabe der Bücher von 1972 und 1974, München, ISBN 3-453-01757-9.
- 1984 MOMO im Lolliland oder der verENDEte Bakunin (Pseudonym: Arne Piewitz), Buntbuch-Verlag, Hamburg, ISBN 3-88653-066-3.
- 1984 Das kleine Punk, mit Ernst Kahl, Spectrum-Verlag, Fellbach-Schmiden, ISBN 3-7976-1407-1.
- 1984 Feine Gesellschaft. Nachrichten aus dem Bankensumpf (mit Günter Handlögten), Kabel-Verlag, Hamburg, ISBN 3-921909-33-3.
- 1988 Die deutsche Arbeit. Bibliothek der deutschen Werte, Satire, Knaur Tb, München, ISBN 3-426-02728-3.
- 1990 Der Schmutz aus dem Nest. Ein satirisches ABC, Kindler, München, ISBN 3-463-40137-1.
- 1993 Klüngel, Filz & Korruption (mit Günter Handlögten), Zebulon Verlag, Düsseldorf, ISBN 3-928679-16-3.
- 1995 Pilz, Illustrationen von Lars Theuerkauff, Maulwurf, Remchingen, ISBN 3-929007-24-X.
- 1996 Dreckiger Sumpf II. Wilhelms wahnsinnige Erben (mit Günter Handlögten), Betzel, Nienburg, ISBN 3-929017-72-5.
- 1997 Gerhard Schröders geheimes Tagebuch, Satire, Piper Tb, München, ISBN 3-492-22663-9.
- 1999 Briefe aus dem Regierungslager, Satire, Piper Tb, München, ISBN 3-492-23106-3.
- 2006 Spätlese Trocken, Kabarett, Blessing, München, ISBN 3-89667-297-5.
- 2011 Lallbacken: Das wird man ja wohl noch sagen dürfen, Westend, Frankfurt am Main, ISBN 978-3-938060-55-1.
- 2014 Es war mir ein Vergnügen. Eine Biografie, Westend, Frankfurt am Main, ISBN 978-3-86489-051-2.
- 2015 Die Termiten. Eine wahre Kriminalgeschichte (mit Günter Handlögten), Westend, Frankfurt am Main, ISBN 978-3-86489-081-9.
- 2015 Satire ist nur ein Affe im Hirn, Westend, Frankfurt am Main, ISBN 978-3-86489-117-5.
- 2018 Summa Summarum. Ultimative satirische Abrechnungen, Illustrationen von Ulf Krüger, Westend, Frankfurt am Main, ISBN 978-3-86489-245-5.

### Tonträger
- 1970 Blödeln für Kenner auf "Platten", LP Fontana
- 1973 Es gibt keinen Weg / Lass mich jetzt in Ruhe, Liebling, Single Polydor
- 1974 Morddeutscher Buntfunk, LP Polydor
- 1975 Mit Elegance, LP Polydor
- 1975 Rosi Rosine / Hitzebacke Charleston, Single Polydor
- 1977 Als die Autos rückwärts fuhren, LP Fontana; Neuauflage 2008, CD Highscore Music; Neuauflage 2019 (Originalfassung), Der Audio Verlag
- 1979 Trutz Blanker Hohn – ein Friesical von Henning Venske und Hein Hoop – Musik von Lonzo Westphal, LP Pläne
- 1979 Krawumm oder: Es war einmal, LP Pläne
- 1979 Papa, Charly hat gesagt ... Querschnitt durch ein Familienleben mit Gert Haucke, LP Pläne
- 1979 Musik zum Mitmachen, LP Decca
- 1982 Mäxchen oder wie ein Max entsteht, LP Philips
- 1983 Ludwig Puhlnase & Amanda Windelzwerg, LP Fontana
- 2002 Die geklauten Schlüssel, mit NDR-Bigband, CD Jumbo
- 2008 Legende trifft Urgestein, mit Jochen Busse, CD WortArt
- 2010 Inventur, mit Jochen Busse, 2CD Con Anima
- 2019 Summa Summarum. Ultimative satirische Abrechnungen, 4CD GoyaLit Jumbo

### Film und Fernsehen
- Das Geheimnis der Mary Celeste
- Warum die UFOs unseren Salat klauen

## Hörspiele (Auswahl)
- 1975: Barbara  Robinson: Hilfe, die Herdmanns kommen! – Krippenspiel in einer amerikanischen Kleinstadt, (NDR)
- 1976: Sylvia Hoffmann: Achtung, Chance! (Frank Stern) – Regie: Otto Düben (BR/SFB/WDR)
- 1986: Heinrich Böll: Dr. Murkes gesammeltes Schweigen – Bearbeitung und Regie: Hermann Naber – Komposition: Rolf Hans Müller (SWF/SR 1986)
- 1987: Henry Slesar: Aus der neuen Welt (Michael Carmody) – Regie: Werner Klein (Kriminalhörspiel – SDR)
- 2002: Rainer Gussek/Bernhard Lassahn: "Das gibt es nicht!" oder "Der letzte Schneeball trifft" (Klickert von der Tageswelt) – Regie: Hans Helge Ott (Kinderhörspiel – NDR/WDR/HR/RB/Kinderzeitschrift Geoline)

## Auszeichnungen
- 1977: Deutscher Schallplattenpreis für „Als die Autos rückwärts fuhren“
- 2009: Biermann-Ratjen-Medaille als Auszeichnung für künstlerische und kulturelle Verdienste um Hamburg
- 2010: Ehrenpreis zum Deutschen Kleinkunstpreis (zusammen mit Jochen Busse)
- 2012: Ehrenpreis des Bayerischen Kabarettpreises (zusammen mit Jochen Busse)
- 2017: Ehrengaul von Niedersachsen
- 2017: Jürgen von Manger-Ehrenpreis für Lebenswerk